# Jiang Shuting
Jiang Shuting (chino simplificado= 蒋舒婷, pinyin= Jiǎng Shūtíng) es una cantante china.

## Carrera
Es miembro de la agencia Shanghai Siba Culture Media Ltd.
Desde el 25 de julio de 2015 es miembro del Equipo HII del grupo ídolo femenino chino SNH48, así como de la quinta generación del grupo SHNH48.

## Discografía

### SNH48

##### Participaciones
| EP                 | Canción                       | Notas |
| ------------------ | ----------------------------- | ----- |
| Yuan Dongli        | Mami Mami Hong                |       |
| Dream Land         | Lian'ai Weidao                |       |
| Princess's Cloak   | Fei ni Buke                   |       |
| Happy Wonder World | Zhong Shengguo Hou Shi Leyuan |       |
| Bici de Weilai     | Zhi Mei ge Ni                 |       |
| Summer Pirates     | Xia zhi Se                    |       |
| Dawn in Naples     | Wo Xin Aoxiang                |       |

#### Unidades

##### Interpretaciones con unidades de SNH48
| Evento                   | Canción Interpretada | Notas |
| ------------------------ | -------------------- | ----- |
| XII1 (Theater no Megami) | Arashi no Yoru ni wa |       |
| XII2 (Daihao XII)        | Zi Yiwei             |       |
| XII2 (Daihao XII 2.0)    | Wanmei Chaozai       |       |